# Prelatura territorial de Marahui
La prelatura territorial de Marahui (en latín: Praelatura Territorialis Maraviensis, en inglés: Roman Catholic Territorial Prelature of Marawi y en tagalo: Prelatura Teritoryal ng Marawi) es una circunscripción eclesiástica de la Iglesia católica en Filipinas. Se trata de una prelatura territorial latina, sufragánea de la arquidiócesis de Ozámiz. Desde el 23 de junio de 2000 su prelado es Edwin de la Peña y Angot, de la Sociedad Misionera de las Filipinas.

## Territorio y organización
La prelatura territorial tiene 4567 km² y extiende su jurisdicción sobre los fieles católicos de rito latino residentes en la provincia de Lánao del Sur y en los municipios de Sultán Naga Dimaporo, Nunungan, Tángcal, Munái, Pantao Ragat y Baloí de la  provincia de Lánao del Norte, en la región autónoma de la Nación Mora en el Mindanao Musulmán de la isla de Mindanao.
La sede de la prelatura territorial se encuentra en la ciudad de Marahui, en donde se halla la Catedral de Santa María Auxiliadora.
En 2021 en la prelatura territorial existían 7 parroquias.

## Historia
La prelatura territorial fue erigida el 20 de noviembre de 1976 con la bula Precibus accedentes del papa Pablo VI, obteniendo el territorio de la prelatura territorial de Iligan (hoy diócesis de Iligan).
Originalmente sufragánea de la arquidiócesis de Cagayán de Oro, el 24 de enero de 1983 pasó a formar parte de la provincia eclesiástica de la arquidiócesis de Ozámiz.

## Estadísticas
Según el Anuario Pontificio 2022 la prelatura territorial tenía a fines de 2021 un total de 37 900 fieles bautizados.
| Año                                                                             | Población            | Población | Población      | Sacerdotes | Sacerdotes    | Sacerdotes    | Bautizados por sacerdote | Diáconos permanentes | Religiosos | Religiosos | Parroquias |
| Año                                                                             | Bautizados católicos | Total     | % de católicos | Total      | Clero secular | Clero regular | Bautizados por sacerdote | Diáconos permanentes | Varones    | Mujeres    | Parroquias |
| ------------------------------------------------------------------------------- | -------------------- | --------- | -------------- | ---------- | ------------- | ------------- | ------------------------ | -------------------- | ---------- | ---------- | ---------- |
| 1980                                                                            | 25 000               | 424 000   | 5.9            | 9          | 4             | 5             | 2777                     |                      | 5          | 7          | 4          |
| 1990                                                                            | 30 000               | 454 000   | 6.6            | 8          | 2             | 6             | 3750                     |                      | 6          | 12         | 6          |
| 1999                                                                            | 64 000               | 854 963   | 7.5            | 16         | 5             | 11            | 4000                     |                      | 21         | 12         | 4          |
| 2000                                                                            | 64 000               | 872 629   | 7.3            | 16         | 5             | 11            | 4000                     |                      | 21         | 12         | 4          |
| 2001                                                                            | 41 711               | 884 887   | 4.7            | 12         | 4             | 8             | 3475                     |                      | 17         | 12         | 4          |
| 2003                                                                            | 43 127               | 895 536   | 4.8            | 8          | 3             | 5             | 5390                     |                      | 9          | 4          | 4          |
| 2004                                                                            | 43 127               | 884 099   | 4.9            | 10         | 4             | 6             | 4312                     |                      | 6          | 6          | 4          |
| 2013                                                                            | 41 307               | 869 000   | 4.8            | 10         | 3             | 7             | 4130                     |                      | 8          | 5          | 7          |
| 2016                                                                            | 35 906               | 940 047   | 3.8            | 8          | 3             | 5             | 4488                     |                      | 6          | 5          | 7          |
| 2019                                                                            | 36 900               | 986 500   | 3.7            | 8          | 3             | 5             | 4612                     |                      | 5          | 5          | 7          |
| 2021                                                                            | 37 900               | 1 013 810 | 3.7            | 8          | 3             | 5             | 4737                     |                      | 5          | 5          | 7          |
| Fuente: Catholic-Hierarchy, que a su vez toma los datos del Anuario Pontificio. |                      |           |                |            |               |               |                          |                      |            |            |            |

## Episcopologio
- Bienvenido Solon Tudtud † (25 de abril de 1977-26 de junio de 1987 falleció)
- Edwin de la Peña y Angot, M.S.P., desde el 23 de junio de 2000